# Estudo Perspicaz das Escrituras

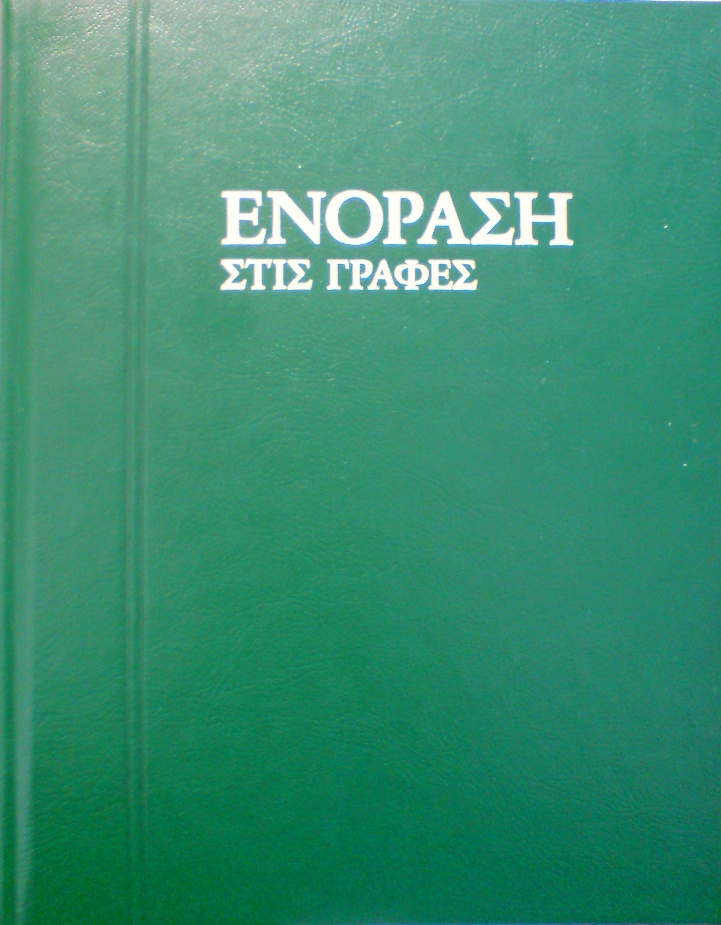

Estudo Perspicaz das Escrituras (em inglês Insight on the Scriptures) é uma obra em dois volumes (três volumes na edição em português) lançada em 1988, com uma tiragem inicial de um milhão de exemplares publicada pela Sociedade Torre de Vigia de Bíblias e Tratados da Pensilvânia. O lançamento ocorreu no Congresso de Distrito das Testemunhas de Jeová com o tema "Justiça Divina", realizado em vários países em 1988-89. Em português, esta enciclopédia foi separada em três volumes, tendo sido publicado o primeiro volume em 1990, e os seguintes nos dois anos subsequentes.

## Objetivo
Trata-se da principal obra de referência e consulta enciclopédica sobre palavras bíblicas usada atualmente pelas Testemunhas de Jeová, substituindo a anterior enciclopédia intitulada Ajuda ao Entendimento da Bíblia. Na página quatro do primeiro volume desta mais recente obra, declara-se:
O objetivo desta publicação é ajudá-lo a fazer um estudo perspicaz das Escrituras. Como se faz isso? Por ajuntar de todas as partes da Bíblia os pormenores que se relacionam com os assuntos em consideração. Por trazer à atenção palavras das línguas originais e seu sentido literal. Por considerar informações relacionadas da história secular, das pesquisas arqueológicas e de outros campos de ciência, e pela avaliação disso à luz da Bíblia. Por prover ajudas visuais. Por ajudá-lo a discernir o valor de agir em harmonia com o que a Bíblia diz.

## Conteúdo
A enciclopédia Estudo Perspicaz das Escrituras foi lançada em dois volumes em inglês, com um total de 2.560 páginas. Em português, os três volumes estão divididos da seguinte forma:
- Volume 1 - Aará a Escrita, com 846 páginas
- Volume 2 - Escritura a Mísia, com 846 páginas
- Volume 3 - Misma a Zuzins, com 862 páginas, incluindo Índices de Mapas, de Assuntos e de Versículos Bíblicos

A obra contém milhares de verbetes abrangentes organizados alfabeticamente. Inclui artigos informativos sobre mais de 3.000 pessoas mencionadas nas Escrituras, bem como factos a respeito de 97 nações, tribos e povos. Há mais de 1.000 artigos que consideram lugares geográficos específicos, 96 referentes a diversas plantas, e 106 que tratam de aves e de animais. Além destes, há artigos sobre muitos outros assuntos bíblicos considerados relevantes. Dá-se atenção ao significado das palavras dos verbetes, utilizando o hebraico, o grego e o aramaico, os idiomas em que a Bíblia foi originalmente escrita.
Todos os livros da Bíblia recebem atenção especial. Um resumo sobre cada um dos livros dela traz à atenção as ideias principais desenvolvidas pelo escritor, apresentando isso numa forma fácil de ler e de lembrar. A menos que haja outra indicação, a tradução da Bíblia citada nesta obra de referência é a Tradução do Novo Mundo das Escrituras Sagradas — Com Referências, Edição de 1986, embora se citem e mencionem mais de 40 outras traduções. Fornece-se o fundo histórico e a explicação de mais de 3.500 textos bíblicos.
As ajudas visuais incluem dezenas de mapas, muitos deles destacando locais de importância relevante em certos períodos históricos. Há também um grande número de ilustrações destinadas a auxiliar a visualização de terras bíblicas e eventos ocorridos ali. Algumas ilustrações são representações artísticas de importantes acontecimentos históricos referidos na Bíblia. Muitas outras são fotografias de lugares específicos e de objetos expostos em museus da América do Norte, na Europa e no Oriente Médio, relacionados com o registo bíblico. Os créditos pelas fotografias de objetos expostos em museus e por outras são apresentados na página 5. Obtiveram-se fotos dos itens considerados de maior interesse. Isso resultou em 53 temas ilustrados, incluídos em oito encartes a cores, de 16 páginas cada um, que surgem distribuídos pelos volumes da obra.

### Sites oficiais das Testemunhas de Jeová
- (em português) - Site oficial das Testemunhas de Jeová
- (em português) - Tradução do Novo Mundo das Escrituras Sagradas Bíblia on-line
- (em português) - Estudo Perspicaz das Escrituras
- (em português) - Estudo Perspicaz das Escrituras em formato pdf

### Outras ligações de interesse
- (em português) - Triângulos Roxos - As vítimas esquecidas do Nazismo
- (em inglês) - Museu do Holocausto em Washington - Seção reservada às Testemunhas de Jeová